# Xã Wyoming, Quận Holt, Nebraska
Xã Wyoming (tiếng Anh: Wyoming Township) là một xã thuộc quận Holt, tiểu bang Nebraska, Hoa Kỳ. Năm 2010, dân số của xã này là 87 người.